# Ravna Gora (Vlasotince)
Pour les articles homonymes, voir Ravna Gora.
Ravna Gora (en serbe cyrillique : Равна Гора) est un village de Serbie situé dans la municipalité de Vlasotince, district de Jablanica. Au recensement de 2011, il comptait 56 habitants.

## Démographie
| 1948 | 1953 | 1961 | 1971 | 1981 | 1991 | 2002 | 2011 |
| ---- | ---- | ---- | ---- | ---- | ---- | ---- | ---- |
| 202  | 220  | 230  | 232  | 244  | 200  | 151  | 56   |

|  |